# Piridoksal fosfat
Piridoksal-fosfat (PLP, piridoksal-5'-fosfat, P5P) je prostetska grupa više enzima. On je aktivna forma vitamina B6, koji se sastoji od tri prirodna organska jedinjenja, piridoksal, piridoksamin i piridoksin.

## Uloga
deluje kao koenzim u reakcijama transaminacije, kao i u nekim od reakcija dekarboksilacije i deaminacije aminokiselina. Aldehidna grupa PLP-a formira Šifova bazne veze (interne aldimine) sa ε-amino grupom specifičnih lizinskih grupa aminotransferaznih enzima. α-amino grupa aminokiselinskog supstrata zamenjuje ε-amino grupu aktivnog-mesta lizinskog ostatka. Rezultujući spoljni aldimin postaje deprotonisan i služi kao hinoidni intermedijar, koji zatim prima proton u različitoj poziciji da postane ketimin. Resultirajući ketimin je hidrolizovan tako da amino grupa ostaje u kompleksu.
Osim toga, PLP koriste aminotransferaze (ili transaminaze) koje deluju na šećerima poput perosamina i dezosamina. U tim reakcijama, PLP reaguje sa glutamatom, koji prenosi alfa-amino grup na PLP da formira piridoksamin fosfat (PMP). PMP zatim prenosi svoj azot na šećer, formirajući amino šećer.

## Literatura
1. ↑   уреди
2. ↑  Evan E. Bolton; Yanli Wang; Paul A. Thiessen; Stephen H. Bryant (2008). „Chapter 12 PubChem: Integrated Platform of Small Molecules and Biological Activities”. Annual Reports in Computational Chemistry. 4: 217—241. doi:10.1016/S1574-1400(08)00012-1.

## Spoljašnje veze
- A11HA06